# انفجار فوریه ۲۰۱۶ بغداد
انفجار فوریه ۲۰۱۶ بغداد، انفجاری دوگانه است که در بازار «مریدی» شرق بغداد روی داد که منجر به کشته شدن ۷۰ تن و زخمی‌شدن بیش از صد تن شد.